# کمیسیون فرهنگی مجلس شورای اسلامی
کمیسیون فرهنگی مجلس شورای اسلامی یکی از کمیسیون‌های تخصصی مجلس شورای اسلامی است. این کمیسیون بر اساس ماده ۵۶ آیین‌نامه داخلی مجلس شورای اسلامی به منظور انجام وظایف محوله در محدوده فرهنگ و هنر، ارشاد و تبلیغات، صدا و سیما و ارتباطات جمعی، تربیت بدنی، جوانان، زنان و خانواده مطابق ضوابط این آیین‌نامه تشکیل می‌گردد.
برخی از وظایف این کمیسیون عبارتند از:
- انجام بررسی‌های لازم برای تخصیص بودجه حوزه فرهنگی کشور[۳][۴]
- انجام بررسی‌های لازم برای تخصیص بودجه به حوزه ورزش کشور[۵][۶]
- بررسی عملکرد و دادن رای اعتماد به وزرای حوزه فرهنگ[۷]
- بررسی و تصویب طرح‌ها و لوایح مربوط به صنعت گردشگری کشور[۸]
- بررسی و تصویب طرح‌ها و لوایح در جهت ارتقای محصولات فرهنگی کشور[۹]
- بررسی و تصویب طرح‌ها و لوایح مربوط به فضای مجازی[۱۰][۱۱]
- بازرسی از نهادهای فرهنگی کشور[۱۲]
- بررسی و تصویب طرح‌ها و لوایح مربوط به امور جوانان[۱۳]
- اتخاذ تدابیر مناسب برای دفاع از حوزه فرهنگ کشور در مواقع لزوم[۱۴][۱۵]
- بررسی و تصویب طرح‌ها و لوایح برای کاهش آسیب‌های اجتماعی و نظارت بر آن[۱۶]
- بررسی و تصویب طرح‌ها و لوایح جهت اجرای بهینه رویدادهای ورزشی و فرهنگی در کشور[۱۷][۱۸]
- بررسی و تصویب طرح‌ها و لوایح برای بهبود ساختار رسانه‌ای کشور و محصولات مرتبط با آن، همچنین نظارت بر آن[۱۹][۲۰]

## اعضا
اعضای کمیسیون فرهنگی مجلس شورای اسلامی در سال اول از مجلس دوازدهم عبارتند از:
| ردیف | نام و نام خانوادگی   | سمت          |
| ۱    | مرتضی آقاتهرانی      | رئیس         |
| ۲    | سید علی یزدی‌خواه     | نایب‌رئیس اول |
| ۳    | سید علی یزدی‌خواه     | نایب‌رئیس دوم |
| ۴    | احمد راستینه هفشجانی | سخنگو        |
| ۵    | علی شیرین‌زاد         | دبیر اول     |
| ۶    | اسماعیل سیاوشی       | دبیر دوم     |
| ۷    | احد بیوته            | عضو          |
| ۸    | امیرحسین ثابتی       | عضو          |
| ۹    | بیژن نوباوه وطن      | عضو          |
| ۱۰   | حسنعلی اخلاقی امیری  | عضو          |
| ۱۱   | حمید رسایی           | عضو          |
| ۱۲   | علی‌اکبر علیزاده برمی | عضو          |
| ۱۳   | محمد میرزایی         | عضو          |